# 질베르 베코

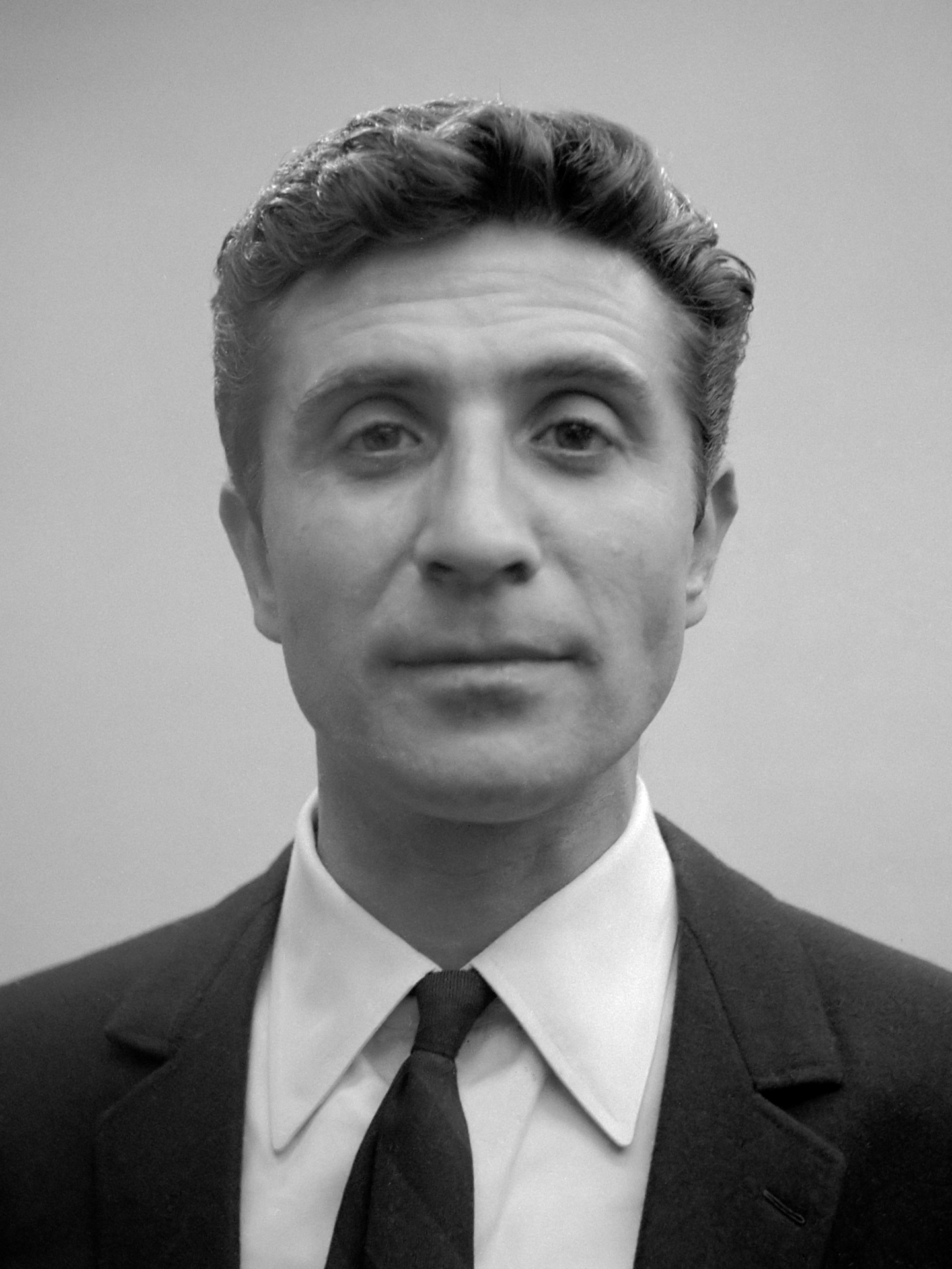

질베르 베코(프랑스어: Gilbert Bécaud, 1927년 10월 24일 ~ 2001년 12월 18일, 파리 출생)는 프랑스의 가수이자 배우이다.

## 이력
처음에는 디자이너를 지망했는데,지난 50여 년 동안 400여 곡을 작곡했으며 그가 부른 곡 중 지난 50여 년 동안 400여 곡을 작곡했으며 그가 부른 곡 중 ‘그리고 지금(Et Maintenant)’‘나탈리(Nathalie)’ ‘중요한 것은 장미(L'important c'est la rose)’ 등 20여 곡은 세계적으로 히트해 샹송의 고전이 됐다. 이듬해 미셸 오크렐의 권유로 1년간 연기를 배운 뒤 1949년에 영화배우로서 데뷰하여, 인기를 획득하였다. 노래는 취미였으나, 같은 날에 태어난 '질베르 베꼬 (Gilbert Becaud)에게 권유를 받아 1953년 12월 25일 크리스마스 특집 방송에서 노래를 불렀는데, 그것을 듣고 레코드회사에 맡긴 부가계약을 맺고 가수 빠스꺌이 탄생하였으며, 질베르 베코의 앨범이 출시되었다. 1961년 유로비전의 콩쿠르에서 <두 사람은 연인>을 부르고 그량프리를 수상하였다. 그런데 2001년 12월 18일에 암으로 사망하였다.